# Ride a Rock Horse
Ride a Rock Horse es el segundo álbum de estudio del músico británico Roger Daltrey, publicado por la compañía discográfica Polydor Records en julio de 1975. Las canciones fueron grabadas durante descansos de la filmación del largometraje de Ken Russell Lisztomania. La portada fue diseñada por Graham Hughes, primo de Daltrey.
El sencillo «Come and Get Your Love» alcanzó el puesto 68 en la lista estadounidense Billboard Hot 100, mientras que el álbum llegó al puesto catorce en la lista de discos más vendidos del Reino Unido y al 28 de los Estados Unidos.

## Lista de canciones
| N.º | Título                         | Escritor(es)                  | Duración |  |
| 1.  | «Come and Get Your Love»       | Russ Ballard                  | 3:46     |  |
| 2.  | «Hearts Right»                 | Paul Korda                    | 3:02     |  |
| 3.  | «Oceans Away»                  | Phillip Goodhand-Tait         | 3:17     |  |
| 4.  | «Proud»                        | Russ Ballard                  | 4:54     |  |
| 5.  | «World Over»                   | Paul Korda                    | 3:11     |  |
| 6.  | «Near to Surrender»            | Russ Ballard                  | 2:35     |  |
| 7.  | «Feeling»                      | Paul Korda                    | 4:38     |  |
| 8.  | «Walking the Dog»              | Rufus Thomas                  | 4:37     |  |
| 9.  | «Milk Train»                   | Dominic Bugatti, Frank Musker | 3:21     |  |
| 10. | «I Was Born to Sing Your Song» | Chris Neal, Donny Marchand    | 4:36     |  |

## Personal
- Roger Daltrey: voz
- Russ Ballard: guitarra y teclados
- Clem Clempson: guitarra
- Dave Wintour: bajo
- Stuart Francis: batería
- John Barham: orquestación
- Paul Korda: piano y coros
- Henry Spinetti: batería

## Posición en listas
| País           | Lista           | Posición |
| -------------- | --------------- | -------- |
| Estados Unidos | Billboard 200   | 28       |
| Reino Unido    | UK Albums Chart | 14       |

| Sencillo                 | País           | Lista             | Posición |
| ------------------------ | -------------- | ----------------- | -------- |
| «Come and Get Your Love» | Estados Unidos | Billboard Hot 100 | 68       |

## Certificaciones
| Fecha               | País        | Organismo certificador | Certificación | Ventas certificadas |
| ------------------- | ----------- | ---------------------- | ------------- | ------------------- |
| 1 de agosto de 1975 | Reino Unido | BPI                    | Plata         | 60 000              |